# Red Letter Days / Lumis
A Red Letter Days / Lumis a Chandeen nevű német együttes első kislemeze, mely 1994-ben jelent meg a Hyperium Records kiadásában.

## Az album dalai
1. Red Letter Days (Radio Edit) – 3:52
2. Lumis (Alternative Version, Radio Edit) – 4:24
3. Mysterious Clouds – 5:26
4. Red Letter Days (Poetry-Remix)	– 5:19